# Look thep
Look thep (pol. „boskie dziecko” lub „anielskie dziecko”) – tajskie lalki, które mają przynosić swoim właścicielom zdrowie, szczęście i bogactwo. Według buddyjskich wierzeń zmieszanych z lokalną magią, lalka ożywiona podczas ceremonii w świątyni jest zamieszkiwana przez ducha dziecka i odtąd jest uznawana za „żywą lalkę”. Właściciel lalki traktuje ją jak żywą osobę, rozmawiając z nią, karmiąc, wożąc ją w wózku i zabierając w podróże, a oczekując w zamian szczęścia, zdrowia i bogactwa.

## Historia
Otaczanie czcią lalek wywodzi się z tajskiej czarnej magii, w której oddawano cześć zakonserwowanym ludzkim płodom, w których miał zamieszkiwać duch dziecka. Ogromny wzrost popularności look thep miał miejsce w 2015 roku, gdy popularny dziennikarz Bookko Thannatchayapan opowiedział słuchaczom swojej audycji o tym, ile zawdzięcza swojemu look thep. Od tego czasu sprzedaż lalek znacząco wzrosła, w restauracjach często można spotkać lalki usadowione nad talerzami obok właścicieli. Natomiast linie lotnicze Thai Smile Airways wprowadziły przepisy pozwalające na zakup dla lalki biletu lotniczego, jednak wyłącznie na miejsce przy oknie. Już następnego dnia, na lotnisku w Chiang Mai wykryto próbę przemytu narkotyków (amfetaminy) wewnątrz look thep. Przepisy anulował Wydział Lotnictwa Cywilnego, który uznał, że żywe lalki muszą być traktowane jako bagaż. Premier Prayuth Chan-ocha ogłosił natomiast, że sam lalki nie posiada i poradził najuboższym obywatelom, by także nie wydawali na nie pieniędzy − lalki kosztują bowiem od 150 do 3.400 zł.
Popularność lalek może być związana z przewrotem wojskowym z 2014 roku i niepewnością gospodarczą, która jest powszechna w społeczeństwie. Podobny zwrot w kierunku magii miał miejsce także po 2006 roku, gdy również miał miejsce wojskowy zamach stanu.